# Збірна Латвії з баскетболу
Збірна Латвії з баскетболу (латис. Latvijas basketbola izlase) — національна баскетбольна команда, яка представляє Латвії на міжнародній баскетбольній арені.

## Історія

### Зародження та перші роки
Як і у Литві в Латвії баскетбол зародився на початку 1920-х років. І на відміну від литовців тут баскетбол був значно розвинутий ніж у сусідів. 26 листопада 1923 року був заснований Латвійський баскетбольний союз, федерація яка займалась розвитком баскетболу в країні. Взимку 1924 року відбувся перший чоловічий чемпіонат з баскетболу, а жіночий чемпіонат з баскетболу був організований лише в 1933 році.
29 квітня 1924, Латвія провела перший офіційний матч на рівні національних збірних, її суперником була збірна Естонії, яку латиші перемогли 20–16.
13 грудня 1925, була зіграна перша офіційна гра між латишами та литовцями в якому перемогу святкували господарі 41–20. Пізніше латиші ще двічі здобували перемоги над сусідами 41–29 і навіть 123–10. Треба відзначити, що в більшості латвійських команд тренерами були американці з YMCA.
Латвія також була однією з восьми країн, які заснували в Женеві 18 червня 1932 Міжнародну федерацію баскетболу спільно з Швейцарією, Чехословаччиною, Грецією, Італією, Португалією, Румунією та Аргентиною.

### Чемпіонати Європи та Олімпійські ігри

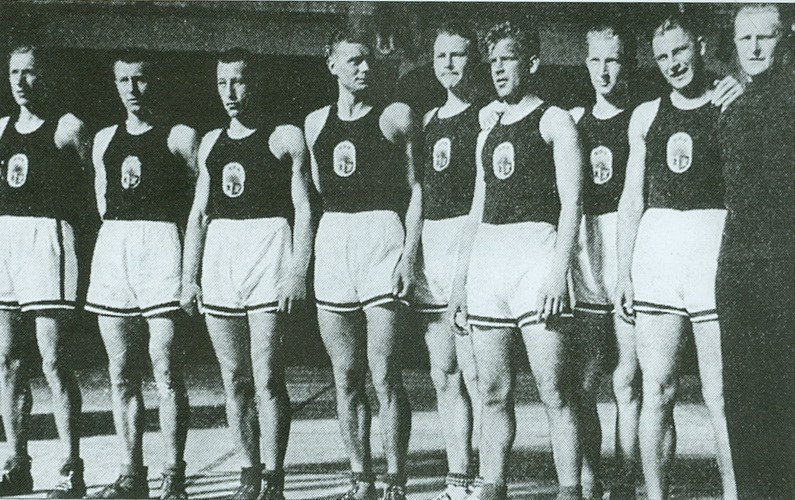
Збірна Латвії на чемпіонаті Європи 1935.

Перший чемпіонат Європи 1935 став тріумфальним для латишів. На попередньому етапі перемогли угорців 46–12, у півфіналі здолали швейцарців 28–19, а у фіналі переграли іспанців 24–18. Найбільш яскравий гравець тієї збірної Яніс Лідманіс. У 2012 році латвійський кінорежисер Айгарс Грауба зняв фільм про цю збірну під назвою «Dream Team 1935».
Наступним турніром стали Олімпійські ігри 1936 куди латиші відправились як один із фаворитів. Але після перемоги над Уругваєм 20–17, програвши наступні два матчі канадцям 23–34 та полякам 23–28.
Другий чемпіонат Європи 1937 року став провальним для латишів. Дві перемоги над збірною Чехословаччини 44–11 і Францією 26–23 та поразка від поляків 25–32 залишили їх поза плей-оф, де розіграли медалі чемпіонату.

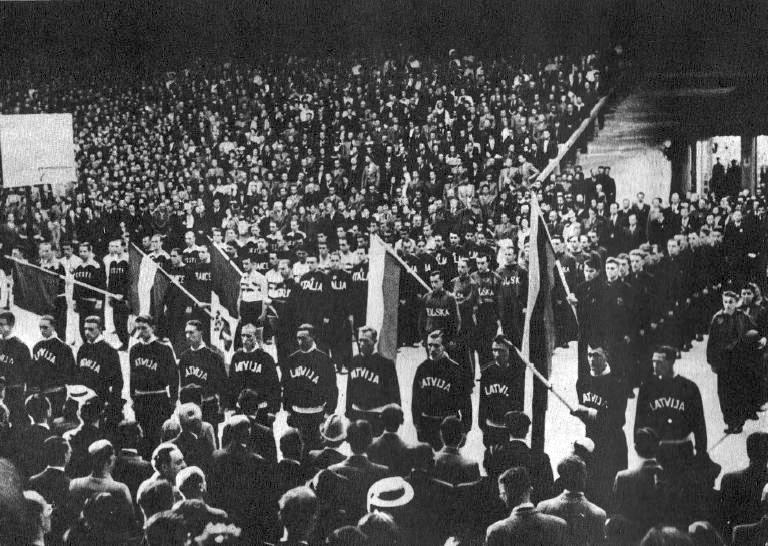
Латвія на церемонії відкриття чемпіонату Європи 1939.

Третій чемпіонат Європи 1939 року пройшов за новою формулою, в одноколовому турнірі вісім збірних виявили призерів чемпіонату. Латиші програли два матчі з семи, литовцям 36–37 та естонцям 25–26 і виграли срібні медалі чемпіонату.

### Радянсько-німецька окупація (1940–1991)
У 1940 Радянський Союз окупував Латвію. Латиші потрапили під депортацію. З початком німецької окупації латиші в 1941 зіграли на турнірі в Каунасі, де поступились литовцям 33–38.
З поверненням радянської окупації в 1944, збірна Латвії перестала існувати. З цього моменту латиші виступали за збірну СРСР і першим їх турніром стали Олімпійські ігри 1952 року, в складі цієї збірної виступав Майгоніс Вальдманіс, а згодом лави збірної поповнили Яніс Круміньш та Валдіс Муйжнієкс. Цей дует тричі виграє чемпіонат Європи та ще тричі здобули срібло на Олімпійських іграх.
У 1950-х роках Олександр Гомельський зробив ризький клуб АСК найсильнішою командою не тільки в СРСР але і в Європі, завдяки таким гравцям, як Майгоніс Вальдманіс, Яніс Круміньш та Валдіс Муйжнієкс. У 1960-х у жіночому баскетболі домінувала жіноча команда ТТТ (Рига). Пізніше в збірній заграли ще дві зірки з Латвії Валдіс Валтерс (грав за збірну на початку 80-х) та Ігорс Мігліньєкс (виступав за збірну наприкінці 80-х).

### Після відновлення незалежності (з 1991)
4 травня 1990 року Латвія оголосила незалежність країни від Радянського Союзу. У вересні 1991 року Латвійська баскетбольна асоціація відновила своє членство в ФІБА. Правда незважаючи на наявність досить сильних гравців збірна так і не змогла досягти результатів, які демонструвала на початку свого існування. Найбільше їх досягнення це восьме місце на чемпіонатах Європи 2001 та 2015.
У 2023 році збірна дебютувала на чемпіонаті світу та посіла п'яте підсумкове місце здобувши право брати участь у кваліфікаційному турнірі на Олімпійські ігри 2024.

## Досягнення
Чемпіонат Європи
- Золото — 1935
- Срібні медалі — 1939

## Статистика виступів

### Чемпіонат світу
| Чемпіонат світу | Чемпіонат світу                       | Чемпіонат світу                       | Чемпіонат світу                       | Чемпіонат світу                       |
| Рік             | Позиція                               | І                                     | В                                     | П                                     |
| --------------- | ------------------------------------- | ------------------------------------- | ------------------------------------- | ------------------------------------- |
| 1950 — 1990     | Не брали участь – через окупацію СРСР | Не брали участь – через окупацію СРСР | Не брали участь – через окупацію СРСР | Не брали участь – через окупацію СРСР |
| 1994 — 2019     | Не пройшли кваліфікацію               | Не пройшли кваліфікацію               | Не пройшли кваліфікацію               | Не пройшли кваліфікацію               |
| 2023            | 5-е                                   | 8                                     | 6                                     | 2                                     |
| 2027            | ТБД                                   | ТБД                                   | ТБД                                   | ТБД                                   |
| Разом           | 1/8                                   | 8                                     | 6                                     | 2                                     |

### Євробаскет
| Євробаскет  | Євробаскет                            | Євробаскет                            | Євробаскет                            | Євробаскет                            |
| Рік         | Позиція                               | І                                     | В                                     | П                                     |
| ----------- | ------------------------------------- | ------------------------------------- | ------------------------------------- | ------------------------------------- |
| 1935        | Чемпіон                               | 3                                     | 3                                     | 0                                     |
| 1937        | 6-е місце                             | 5                                     | 3                                     | 2                                     |
| 1939        | Друге місце                           | 7                                     | 5                                     | 2                                     |
| 1946 — 1991 | Не брали участь – через окупацію СРСР | Не брали участь – через окупацію СРСР | Не брали участь – через окупацію СРСР | Не брали участь – через окупацію СРСР |
| 1993        | 10-е місце                            | 6                                     | 2                                     | 4                                     |
| 1995        | Не пройшли кваліфікацію               | Не пройшли кваліфікацію               | Не пройшли кваліфікацію               | Не пройшли кваліфікацію               |
| 1997        | 16-е місце                            | 5                                     | 0                                     | 5                                     |
| 1999        | Не пройшли кваліфікацію               | Не пройшли кваліфікацію               | Не пройшли кваліфікацію               | Не пройшли кваліфікацію               |
| 2001        | 8-е місце                             | 7                                     | 2                                     | 5                                     |
| 2003        | 13-е місце                            | 3                                     | 0                                     | 3                                     |
| 2005        | 13-е місце                            | 3                                     | 0                                     | 3                                     |
| 2007        | 13-е місце                            | 3                                     | 1                                     | 2                                     |
| 2009        | 13-е місце                            | 3                                     | 1                                     | 2                                     |
| 2011        | 21-е місце                            | 5                                     | 0                                     | 5                                     |
| 2013        | 11-е місце                            | 8                                     | 4                                     | 4                                     |
| 2015        | 8-е місце                             | 9                                     | 4                                     | 5                                     |
| 2017        | 5-е місце                             | 7                                     | 5                                     | 2                                     |
| 2022        | Не пройшли кваліфікацію               | Не пройшли кваліфікацію               | Не пройшли кваліфікацію               | Не пройшли кваліфікацію               |
| Разом       | Разом                                 | 74                                    | 30                                    | 44                                    |

- — країна-господар фінального турніру

### Олімпійські ігри
| Рік  | Позиція    | І | В | П |
| ---- | ---------- | - | - | - |
| 1936 | 15-е місце | 3 | 1 | 2 |